# Alive and Kicking (Simple Minds)
Alive and Kicking è un singolo del gruppo musicale scozzese Simple Minds pubblicato nel settembre 1985 come primo estratto dal loro settimo album in studio Once Upon a Time.

## Descrizione
Il brano è stato pubblicato pochi mesi dopo Don't You (Forget About Me) e ne ripete il successo, raggiungendo il terzo posto della Billboard Hot 100 e la vetta della classifica in Italia. Nel Regno Unito si ferma in settima posizione ma rientra in classifica anni dopo, abbinato a Love Song per promuovere la raccolta Glittering Prize 81/92, ottenendo il sesto posto.

## Formazione
- Jim Kerr – voce
- Charlie Burchill – chitarra
- John Giblin – basso
- Michael MacNeil – pianoforte, sintetizzatore
- Mel Gaynor – batteria, voce

### Altri musicisti
- Robin Clark – voce

## Classifiche

### Classifiche settimanali
| Classifica (1985)             | Posizione massima |
| ----------------------------- | ----------------- |
| Australia                     | 21                |
| Belgio (Fiandre)              | 2                 |
| Canada                        | 4                 |
| Francia                       | 33                |
| Germania                      | 17                |
| Irlanda                       | 2                 |
| Italia                        | 1                 |
| Norvegia                      | 5                 |
| Nuova Zelanda                 | 5                 |
| Paesi Bassi                   | 2                 |
| Regno Unito                   | 7                 |
| Spagna                        | 5                 |
| Stati Uniti                   | 3                 |
| Stati Uniti (mainstream rock) | 2                 |
| Svezia                        | 11                |
| Svizzera                      | 13                |

### Classifiche di fine anno
| Classifica (1985) | Posizione |
| ----------------- | --------- |
| Belgio (Fiandre)  | 20        |
| Canada            | 43        |
| Italia            | 12        |
| Paesi Bassi       | 19        |
| Classifica (1986) | Posizione |
| Stati Uniti       | 17        |

## Cover
Il gruppo musicale italiano East Side Beat ha realizzato una cover del brano nel 1992.